# Hanzhong
Hanzhong (chinesisch 漢中市 / 汉中市, Pinyin Hànzhōng shì, W.-G. Hanchung) ist eine bezirksfreie Stadt in der nordwestchinesischen Provinz Shaanxi. Hanzhong hat eine Fläche von 27.096 km² und 3.211.462 Einwohner (Stand: Zensus 2020).

## Geschichte
Die Stadt trug bis zur Zeit der Han-Dynastie (206 v. Chr. bis 220 n. Chr.) den Namen Nanzheng (南鄭\南郑, Nánzhèng) und bildete das Zentrum des Staates Han. Sie spielte in der Zeit der Drei Reiche eine strategisch wichtige Rolle, weil sie einen wichtigen Pass nach Sichuan bewachte. Im 2. Jahrhundert bildete sich hier unter dem Schutz des Gouverneurs Zhang Daoling die daoistische Himmelsmeister-Bewegung. Nachdem der Kriegsherr Cao Cao die Stadt kurzzeitig (215–219) besetzt hatte, wurde sie ihm nach der Schlacht am Berg Dingjun von Liu Bei entrissen. Sie bildete für die nächsten 45 Jahre die Ausgangsbasis seiner Feldzüge und der seines Nachfolgers Liu Shan, ehe sie einer Invasion der Wei-Dynastie zum Opfer fiel und 263 erobert wurde.
Die Stadt lag an der Baoye-Straße, einer wichtigen Shu-Straße. Deren Überreste, ein Steintor und Felsinschriften an der Baoye-Straße (褒斜道石门及其摩崖石刻, Bāoyé dào shímén jíqí móyá shíkè) aus der Zeit der Han- bis Song-Zeit stehen, zusammen mit der Östlichen Pagode von Hanzhong (汉中东塔, Hànzhōng dōng tǎ), auf der Liste der Denkmäler der Volksrepublik China.

## Geographie
Hanzhong befindet sich im südwestlichen Teil von Shaanxi, in der Mitte des Hanzhong-Beckens, am Han-Fluss, nahe an der Grenze zu Sichuan. Die Stadt liegt 500 m hoch. Das jährliche Temperaturmittel beträgt 14,3 °C.

## Wirtschaft
Hanzhong ist ein wichtiges Agrar- und Handelszentrum und verfügt über Holz- und leichte Industrieanlagen. Das erste westliche pharmazeutische Unternehmen mit einer Fabrikationsstätte in China, Janssen Pharmaceutica, ließ sich 1985 in Hanzhong nieder.

## Administrative Gliederung
Auf Kreisebene setzt sich die bezirksfreie Stadt Hanzhong aus zwei Stadtbezirken und neun Kreisen zusammen. Diese sind (Stand: Zensus 2020):
- Stadtbezirk Hantai – 汉台区 Hàntái Qū, 545 km², 618.204 Einwohner;
- Stadtbezirk Nanzheng – 南郑区 Nánzhèng Qū, 2.814 km², 466.244 Einwohner;
- Kreis Chenggu – 城固县 Chénggù Xiàn, 2.217 km², 442.035 Einwohner;
- Kreis Yang – 洋县 Yáng Xiàn, 3.195 km², 345.354 Einwohner;
- Kreis Xixiang – 西乡县 Xīxiāng Xiàn, 3.230 km², 321.535 Einwohner;
- Kreis Mian – 勉县 Miǎn Xiàn, 2.385 km², 344.935 Einwohner;
- Kreis Ningqiang – 宁强县 Níngqiáng Xiàn, 3.235 km², 256.373 Einwohner;
- Kreis Lüeyang – 略阳县 Lüèyáng Xiàn, 2.811 km², 143.989 Einwohner;
- Kreis Zhenba – 镇巴县 Zhènbā Xiàn, 3.403 km², 210.871 Einwohner;
- Kreis Liuba – 留坝县 Liúbà Xiàn, 1.951 km²,  35.325 Einwohner;
- Kreis Foping – 佛坪县 Fópíng Xiàn, 1.269 km², 26.597 Einwohner.

## Städtepartnerschaften
- Izumo, Japan
- Turnhout, Belgien